# Schismatogobius
Schismatogobius là một chi của họ cá Oxudercidae.

## Các loài
Chi này hiện hành có các loài sau đây được ghi nhận:
- Schismatogobius ampluvinculus I. S. Chen, K. T. Shao & L. S. Fang, 1995[1]
- Schismatogobius bruynisi de Beaufort, 1912
- Schismatogobius deraniyagalai Kottelat & Pethiyagoda, 1989: Nó được tìm thấy ở India và Sri Lanka.
- Schismatogobius fuligimentus I. S. Chen, Séret, Pöllabauer & K. T. Shao, 2001[2]
- Schismatogobius insignus (Herre, 1927)
- Schismatogobius marmoratus (W. K. H. Peters, 1868)
- Schismatogobius pallidus (Herre, 1934)
- Schismatogobius roxasi Herre, 1936
- Schismatogobius vanuatuensis Keith, Marquet & Watson, 2004 (Vanuatu schismatogobius)
- Schismatogobius vitiensis A. P. Jenkins & Boseto, 2005